# Athlétisme aux Jeux mondiaux militaires d'été de 2007
Navigation
Catane 2003 Rio de Janeiro 2011
Les compétitions d'athlétisme des 4es Jeux mondiaux militaires ont eu lieu à Hyderabad en Inde du 15 au 18 octobre 2007.

## Podiums

### Hommes
| Épreuve           | Or                                     | Or                | Argent                          | Argent            | Bronze                                        | Bronze            |
| ----------------- | -------------------------------------- | ----------------- | ------------------------------- | ----------------- | --------------------------------------------- | ----------------- |
| 100 m             | Samuel Francis Qatar                   | 10 s 10 CR        | Simone Collio Italie            | 10 s 29           | Łukasz Chyła Pologne                          | 10 s 39           |
| 200 m             | Marcin Jędrusiński Pologne             | 20 s 70           | Alessandro Cavallaro Italie     | 20 s 82           | Omar Jouma Bilal Al-Salfa Émirats arabes unis | 21 s 10           |
| 400 m             | Nagmeldin Ali Abubakr Soudan           | 46 s 00           | Daniel Dąbrowski Pologne        | 46 s 36           | Prasanna Amarasekara Sri Lanka                | 46 s 48           |
| 800 m             | Mohammed Al-Salhi Arabie saoudite      | 1 min 49 s 02     | Abubaker Kaki Soudan            | 1 min 49 s 23     | Justus Koech Kenya                            | 1 min 49 s 24     |
| 1 500 m           | Gideon Gathimba Kenya                  | 3 min 41 s 01     | Shedrack Korir Kenya            | 3 min 41 s 56     | Chatholi Hamza Inde                           | 3 min 42 s 84     |
| 5 000 m           | Mark Kiptoo Kenya                      | 13 min 51 s 74    | Brahim Beloua Maroc             | 13 min 52 s 32 PB | Rabah Aboud Algérie                           | 13 min 53 s 74    |
| 10 000 m          | John Cheruiyot Korir Kenya             | 28 min 13 s 52 CR | Mark Kiptoo Kenya               | 28 min 22 s 62    | Aadam Ismaeel Khamis Bahreïn                  | 28 min 42 s 76    |
| 110 m haies       | Ji Wei Chine                           | 13 s 44           | Mohamed Issa Al-Thawadi Qatar   | 13 s 60           | Gregory Sedoc Pays-Bas                        | 13 s 75           |
| 400 m haies       | Edrees Hawsawi Arabie saoudite         | 50 s 25           | Thiago Sales Brésil             | 50 s 97           | Jeetender Singh Inde                          | 51 s 70           |
| 3 000 m steeple   | Hamid Ezzine Maroc                     | 8 min 37 s 80     | Henry Kipkosgei Kenya           | 8 min 41 s 83     | Yoann Kowal France                            | 8 min 45 s 16     |
| Saut en hauteur   | Andrey Tereshin Russie                 | 2,26 m CR         | Aleksander Waleriańczyk Pologne | 2,26 m CR         | Viktor Shapoval Ukraine                       | 2,26 m CR         |
| Saut à la perche  | Florian Sürth Allemagne                | 5,20 m            | Paul Gensic États-Unis          | 5,10 m            | Matteo Rubbiani Italie                        | 5,00 m            |
| Saut en longueur  | Hussein Taher Al-Sabee Arabie saoudite | 8,04 m            | Julien Fivaz Suisse             | 7,57 m            | Volodymyr Zyuskov Ukraine                     | 7,55 m            |
| Triple saut       | Mykola Savolaynen Ukraine              | 16,93 m =CR       | Danil Burkenya Russie           | 16,84 m           | Fabrizio Schembri Italie                      | 16,23 m           |
| Lancer du poids   | Miran Vodovnik Slovénie                | 19,93 m           | Khalid Habash Al-Suwaidi Qatar  | 19,74 m           | Andrei Siniakou Biélorussie                   | 18,73 m           |
| Lancer du disque  | Piotr Małachowski Pologne              | 65,87 m CR        | Zoltán Kővágó Hongrie           | 64,38 m           | Rashid Shafi Al-Dosari Qatar                  | 60,03 m           |
| Lancer du marteau | Primož Kozmus Slovénie                 | 75,98 m           | Nicola Vizzoni Italie           | 74,96 m           | Jens Rautenkranz Allemagne                    | 72,38 m           |
| Lancer du javelot | Levente Bartha Roumanie                | 77,16 m           | Ari Mannio Finlande             | 76,77 m           | Yeóryios Íltsios Grèce                        | 73,23 m           |
| Décathlon         | Aleksey Drozdov Russie                 | 7 712 pts         | Marcin Drózdz Pologne           | 7 396 pts         | Ahmad Hassan Moussa Qatar                     | 7 173 pts         |
| 20 000 m marche   | Cui Zhide Chine                        | 1 h 23 min 43 s 0 | Ivan Trotski Biélorussie        | 1 h 25 min 23 s 7 | Matej Tóth Slovaquie                          | 1 h 25 min 42 s 7 |
| 4 × 100 m         | Italie                                 | 39 s 28 CR        | Pologne                         | 39 s 52           | Arabie saoudite                               | 39 s 73           |
| 4 × 400 m         | Arabie saoudite                        | 3 min 05 s 10     | Kenya                           | 3 min 06 s 11     | Soudan                                        | 3 min 08 s 70     |

Records et Performances
- AR : Record continental (area record)
- CR : Record des championnats (championship record)
- MR : Record du meeting (meet record)
- NR : Record national (national record)
- OR : Record olympique (olympic record)
- PR : Record paralympique (paralympic record)
- PB : Record personnel (personal best)
- SB : Meilleure performance personnelle de la saison (season's best)
- WL : Meilleure performance mondiale de l'année (world leader)
- WJR : Record du monde junior (world junior record)
- WR : Record du monde (world record)

Circonstances et Conditions
- DNF : N'a pas terminé (did not finish)
- DNS : N'a pas pris le départ (did not start)
- DQ : Disqualification (disqualification)
- NM : Aucun essai valable enregistré (No Mark)
- Q : Qualifié « directement » au prochain tour (ou à la prochaine compétition), lors d'une compétition majeure, grâce au classement ou à la réalisation des minima (automatic qualifier)
- q : Qualifié au prochain tour (ou à la prochaine compétition), lors d'une compétition majeure, grâce au repêchage ou à la réalisation de l'une des meilleures performances parmi celles des « non qualifiés directement » (grâce au meilleur temps ou à la meilleure distance par exemple) (secondary qualifier)

### Femmes
| Épreuve           | Or                               | Or             | Argent                           | Argent         | Bronze                         | Bronze         |
| ----------------- | -------------------------------- | -------------- | -------------------------------- | -------------- | ------------------------------ | -------------- |
| 100 m             | Yelena Bolsun Russie             | 11 s 45        | Bettina Müller-Weissina Autriche | 11 s 51        | Daria Korczyńska Pologne       | 11 s 54        |
| 200 m             | Daria Korczyńska Pologne         | 23 s 44        | Yelena Bolsun Russie             | 23 s 48        | Ewelina Klocek Pologne         | 23 s 73        |
| 400 m             | Menaka Wickramasinghe Sri Lanka  | 52 s 93        | Yelena Ildeykina Russie          | 54 s 78        | Josephine Nyarunda Kenya       | 54 s 88        |
| 800 m             | Brigita Langerholc Slovénie      | 2 min 04 s 05  | Anna Sidorova Ouzbékistan        | 2 min 04 s 70  | Natallia Dziadkova Biélorussie | 2 min 05 s 85  |
| 1 500 m           | Sylwia Ejdys Pologne             | 4 min 16 s 90  | Daniela Yordanova Bulgarie       | 4 min 17 s 00  | Inna Poluškina Lettonie        | 4 min 17 s 80  |
| 5 000 m           | Peninah Arusei Kenya             | 15 min 42 s 20 | Nadia Ejjafini Bahreïn           | 15 min 48 s 74 | Kareema Jasim Bahreïn          | 15 min 53 s 07 |
| 10 000 m          | Doris Changewo Kenya             | 32 min 32 s 44 | Irene Kwambai Kenya              | 32 min 33 s 28 | Nadia Ejjafini Bahreïn         | 32 min 36 s 41 |
| 100 m haies       | Yevheniya Snihur Ukraine         | 13 s 23        | Micol Cattaneo Italie            | 13 s 36        | Judith Ritz Allemagne          | 13 s 65        |
| Saut en hauteur   | Vita Palamar Ukraine             | 1,98 m         | Anna Chicherova Russie           | 1,96 m         | Vita Styopina Ukraine          | 1,94 m         |
| Saut en longueur  | Anastasiya Juravleva Ouzbékistan | 6,21 m         |                                  |                |                                |                |
| Lancer du poids   | Anna Omarova Russie              | 17,78 m        | Yulia Leantsiuk Biélorussie      | 16,32 m        | Wang Lihong Chine              | 15,82 m        |
| Lancer du marteau | Zhang Wenxiu Chine               | 72,25 m CR     | Gulfiya Khanafeyeva Russie       | 69,28 m        | Ester Balassini Italie         | 67,09 m        |
| Lancer du javelot | Zhang Li Chine                   | 59,96 m        | Mariya Abakumova Russie          | 59,60 m        | Indrė Jakubaitytė Lituanie     | 54,93 m        |
| 4 × 100 m         | Italie                           | 44 s 97        | Russie                           | 46 s 22        | Allemagne                      | 46 s 49        |

Records et Performances
- AR : Record continental (area record)
- CR : Record des championnats (championship record)
- MR : Record du meeting (meet record)
- NR : Record national (national record)
- OR : Record olympique (olympic record)
- PR : Record paralympique (paralympic record)
- PB : Record personnel (personal best)
- SB : Meilleure performance personnelle de la saison (season's best)
- WL : Meilleure performance mondiale de l'année (world leader)
- WJR : Record du monde junior (world junior record)
- WR : Record du monde (world record)

Circonstances et Conditions
- DNF : N'a pas terminé (did not finish)
- DNS : N'a pas pris le départ (did not start)
- DQ : Disqualification (disqualification)
- NM : Aucun essai valable enregistré (No Mark)
- Q : Qualifié « directement » au prochain tour (ou à la prochaine compétition), lors d'une compétition majeure, grâce au classement ou à la réalisation des minima (automatic qualifier)
- q : Qualifié au prochain tour (ou à la prochaine compétition), lors d'une compétition majeure, grâce au repêchage ou à la réalisation de l'une des meilleures performances parmi celles des « non qualifiés directement » (grâce au meilleur temps ou à la meilleure distance par exemple) (secondary qualifier)

## Tableau des médailles
| Rang  | Nation              | Or | Argent | Bronze | Total |
| ----- | ------------------- | -- | ------ | ------ | ----- |
| 1     | Kenya               | 5  | 5      | 2      | 12    |
| 2     | Russie              | 4  | 8      | 0      | 12    |
| 3     | Pologne             | 4  | 3      | 3      | 10    |
| 4=    | Chine               | 4  | 0      | 1      | 5     |
| 4=    | Arabie saoudite     | 4  | 0      | 1      | 5     |
| 6     | Ukraine             | 3  | 0      | 3      | 6     |
| 7     | Slovénie            | 3  | 0      | 0      | 3     |
| 8     | Italie              | 2  | 4      | 3      | 9     |
| 9     | Qatar               | 1  | 2      | 2      | 5     |
| 10    | Soudan              | 1  | 1      | 1      | 2     |
| 11    | Maroc               | 1  | 1      | 0      | 2     |
| 12    | Allemagne           | 1  | 0      | 3      | 4     |
| 13=   | Grèce               | 1  | 0      | 1      | 2     |
| 13=   | Sri Lanka           | 1  | 0      | 1      | 2     |
| 15    | Roumanie            | 1  | 0      | 0      | 1     |
| 16    | Biélorussie         | 0  | 3      | 2      | 5     |
| 17    | Bahreïn             | 0  | 1      | 3      | 4     |
| 18    | Ouzbékistan         | 0  | 1      | 1      | 2     |
| 19=   | Autriche            | 0  | 1      | 0      | 1     |
| 19=   | Brésil              | 0  | 1      | 0      | 1     |
| 19=   | Bulgarie            | 0  | 1      | 0      | 1     |
| 19=   | Finlande            | 0  | 1      | 0      | 1     |
| 19=   | Hongrie             | 0  | 1      | 0      | 1     |
| 19=   | Suisse              | 0  | 1      | 0      | 1     |
| 19=   | États-Unis          | 0  | 1      | 0      | 1     |
| 26    | Inde                | 0  | 0      | 2      | 2     |
| 27=   | Algérie             | 0  | 0      | 1      | 1     |
| 27=   | France              | 0  | 0      | 1      | 1     |
| 27=   | Pays-Bas            | 0  | 0      | 1      | 1     |
| 27=   | Lettonie            | 0  | 0      | 1      | 1     |
| 27=   | Lituanie            | 0  | 0      | 1      | 1     |
| 27=   | Slovaquie           | 0  | 0      | 1      | 1     |
| 27=   | Émirats arabes unis | 0  | 0      | 1      | 1     |
| Total | Total               | 36 | 36     | 36     | 108   |

## Source
- (en) Cet article est partiellement ou en totalité issu de l’article de Wikipédia en anglais intitulé « Track and field at the 2007 Military World Games » (voir la liste des auteurs).